# Approximation de Gauss
L'approximation de Gauss nommée d'après le physicien allemand Carl Friedrich Gauss, est l'approximation linéaire de l'optique géométrique obtenue dans certaines conditions appelées conditions de Gauss. Cette approximation, souvent applicable en pratique, permet de simplifier les relations mathématiques de l'optique géométrique. On obtient dans ces conditions un stigmatisme approché. Les écarts à cette approximation rencontrés dans les instruments d'optique sont appelés aberrations géométriques.

## Conditions de Gauss
Les conditions dans lesquelles on peut appliquer l'approximation de Gauss sont les suivantes :
- l'angle entre le rayon incident et l'axe optique de l'élément est faible[2] ;
- le point d'incidence est proche de l'axe optique : on dit alors que l'on travaille avec des rayons paraxiaux[3].

Lorsque ces conditions sont respectées, on peut considérer le système optique comme approximativement stigmatique. Pour réaliser ces conditions, on peut utiliser des diaphragmes qui limitent l'étendue des faisceaux autour de l'axe optique.

## Interprétations mathématiques
L'approximation de Gauss, appelée également approximation des petits angles, est un développement limité d'ordre 1 (on parle aussi de linéarisation) des fonctions trigonométriques de base pour {\displaystyle \alpha } assez petit et exprimé en radians :
- {\displaystyle \cos \alpha \simeq 1-{\frac {\alpha ^{2}}{2}}\simeq 1} ;
- {\displaystyle \sin \alpha \simeq \alpha } ;
- {\displaystyle \tan \alpha \simeq \alpha }.

Une justification rigoureuse de cette approximation est donnée, par exemple, par le théorème de Taylor (si l'on définit les fonctions trigonométriques par l'analyse), ou en partant de l'encadrement {\displaystyle \sin \alpha <\alpha <\tan \alpha }, qu'on peut démontrer purement géométriquement.